# 김영희 (만화가)
김영희(1971년 9월 12일 ~)는 대한민국의 여성 만화가이다.

## 작품 활동
1996년 육영재단의 만화 잡지 《댕기》의 신인 공모전에서 〈해피 엔딩 만들기〉로 1997년 서울문화사의 만화 잡지 《윙크》의 신인 공모전에서 〈마스카〉로 당선되어 본격적인 프로 작가 활동을 시작하였다. 프로 작가로 데뷔하기 전인 고등학교 3학년 때 잡지 《요요》에서 투고한 적이 있다.
1997년부터 2004년까지 《윙크》에 《마스카 - 헤셰드의 대마법사 이야기》를 연재하였고, 처음 연재한 작품임에도 불구하고 탄탄한 세계관 구성과 매력적인 캐릭터로 호평을 얻었다.  2007년부터 웹진 《슈가》에 《에뷔오네》를 연재하였으며, 《슈가》가 폐간된 이후에는 서울문화사 만화 포털 등에서 연재하였고, 웹진으로 전환된 《윙크》로 옮겨 연재하였다.
2022년 현재까지 마스카 속편 격인 <열왕기>를 개인지 형태로 출간 중이며 8권까지 출간된 상태이다.

## 작품 목록
- 마스카 - 헤셰드의 대마법사 이야기
  - 마스카 - 또 다른 이야기
  - 마스카 - 외전
  - 마스카 열왕기
- 리어왕
- 쟈네자
- 에뷔오네